# آه يا درب الزلق (مسرحية)
آه يا درب الزلق هي مسرحية كوميدية تتحدث عن قصة مجموعة من الرجال يقررون السفر إلى أوروبا وهم أبو ناصر ومشعل وأبوعبدالله، وتاخذ في قالب كوميدي يتناول إلى جانب قضية السفر واستنزاف الأموال عدة قضايا اجتماعية وواقعية. قام بتأليفها الفنان عباس مراد

## القصة
يقرر ثلاثة رجال وهم أبو ناصر ومشعل وأبوعبدالله السفر إلى أوروبا, وتحدث مغامرات لهم في مكتب الحجز وفي الطائرة وفي لندن حيث يفقدون جميع أموالهم.

## بطولة
- طارق العلي
- سعد بخيت
- هيا الشعيبي
- عباس مراد
- نادية كرم
- إسماعيل سرور
- أحمد الشمري[1]